# Ole Thilo
Ole Thilo (16. juni 1945 – 19. maj 2011) var en dansk pianist. Var med avantgardejazzgruppen Cadentia Nova Danica og fra 1970 med som pianist i trioen, der senere blev til musikgruppen Røde Mor, sammen med guitaristen Lars Trier og Troels Trier, de spillede ved Røde Mors ferniseringer.